# Henk Lotgering
Hendrik (Henk) Lotgering (Amsterdam, 11 februari 1903 – aldaar, 13 september 1984) is een voormalig internationaal schoonspringer uit Nederland, die namens zijn vaderland tweemaal deelnam aan de Olympische Spelen: 'Parijs 1924' en 'Amsterdam 1928'.
Bij zijn Olympisch debuut reikte Lotgering niet verder dan de series, want zowel op de vijf- en tienmeterplank (verplichte én vrije sprong) als op de één- en driemeterplank (vrije sprong) werd hij uitgeschakeld. Vier jaar later in zijn geboorteplaats was hem datzelfde lot beschoren; Lotgering 'sneuvelde' voortijdig (voorronden) op de driemeterplank én bij het torenspringen. Hij was getrouwd met schoonspringster Alie van Leeuwen. Lotgering overleed in 1984, op 81-jarige leeftijd.